# 阿部真央 レンタルベスト 〜恋の唄 編〜
『阿部真央 レンタルベスト 〜恋の唄 編〜』（あべまお レンタルベスト 〜こいのうた へん〜）は、阿部真央のベスト・アルバム。2015年9月16日にポニーキャニオンからレンタル限定でレンタルが開始された。

## 概要
阿部真央初のレンタル限定のベスト・アルバムとして、『阿部真央 レンタルベスト 〜応援歌 編〜』と同時リリースされたベスト・アルバムである。『〜恋の唄 編〜』のタイトル通り、セカンドシングルの「貴方の恋人になりたいのです」や、サードシングルの収録曲「私は貴方がいいのです」などの恋愛ソングが11曲収録されている。

## 収録曲
| 全作詞・作曲: 阿部真央。 |                                |           |            |                    |      |
| #                        | タイトル                       | 作詞      | 作曲・編曲 | 編曲               | 時間 |
| 1.                       | 「じゃあ、何故」               | 阿部真央  | 阿部真央   | 小森雄壱、安藤正和 | 3:36 |
| 2.                       | 「貴方の恋人になりたいのです」 | 阿部真央  | 阿部真央   | 安藤正和           | 5:12 |
| 3.                       | 「ロンリー」                   | 阿部真央  | 阿部真央   | 安藤正和           | 3:56 |
| 4.                       | 「私は貴方がいいのです」       | 阿部真央  | 阿部真央   | 阿部真央           | 3:22 |
| 5.                       | 「貴方が好きな私」             | 阿部真央  | 阿部真央   | akkin              | 6:11 |
| 6.                       | 「boyfriend」                  | 阿部真央  | 阿部真央   | 河野圭             | 5:27 |
| 7.                       | 「嘘つき」                     | 阿部真央  | 阿部真央   | 阿部真央           | 5:57 |
| 8.                       | 「15の言葉」                   | 阿部真央  | 阿部真央   | 是永巧一           | 4:05 |
| 9.                       | 「for ロンリー」               | 阿部真央  | 阿部真央   | 根岸孝旨、安藤正和 | 5:00 |
| 10.                      | 「天使はいたんだ」             | 阿部真央  | 阿部真央   | 小森雄壱           | 4:36 |
| 11.                      | 「いつの日も」                 | 阿部真央  | 阿部真央   | 小森雄壱           | 5:16 |
| 合計時間:                | 合計時間:                      | 合計時間: | 52:38      |                    |      |